# Улрих I фон Шнабелбург
Улрих I фон Шнабелбург (на немски: Ulrich I von Schnabelburg; † сл. 18 март 1255) от влиятелния род Ешенбах е фрайхер на Шнабелбург в кантон Люцерн в Швейцария.

## Произход и наследство
Той е син на фрайхер Берхтолд I фон Шнабелбург († 1225) и съпругата му фон Клинген. Брат е на бездетния Валтер I фон Шнабелбург, женен за фон Хабсбург. Внук е на Валтер I фон Ешенбах († сл. 1185) и Аделхайд фон Шварценберг (в Брайзгау) († 30 май 1189).
Линията фон „Шнабелбург“ поема наследството на Аделхайд фон Шварценберг в Брайзгау. Внуците му започват да се наричат „господари фон Шварценберг“. Те измират през 1459 г.
Баща му Берхтолд I Шнабелбург и чичо му Валтер II фон Ешенбах, разделят наследството и образуват линиите „цу Оберхофен“ и „Ешенбах-Шнабелбург“. Новите получени „Шварцрбегски територии“ първо се управляват заедно. Брат му Валтер фон Ешенбах се нарича 1223 – 1245 г. „фогт цу Шварценберг“. По-късно родът се нарича също „Шнабелбург-Шварценберг“.
Синовете му Берхтолд II и Йохан I разделят собствеността около 1250 г. Около 1270 г. Валтер фон Ешенбах и Йохан фон Ешенбах-Шнабелбург разделят собствеността на фамилията, така че имотите в Брайзгау отиват на клон „Ешенбах-Шнабелбург“, а имотите в Швейцария отиват на клон „Ешенбах“. Още около 1330 г. Хабсбургите получават владението над господството Шварценберг. Бертхолд III основава линията „Шварценберг-Шварценберг“, която с правнука Улрих II измира през 1347 г.

## Фамилия
Улрих I фон Шнабелбург се жени за Аделхайд фон Тирщайн († сл. 1253), дъщеря на граф Рудолф III фон Тирщайн, пфалцграф фон Базел († 17 август 1318) и Беатрикс фон Геролдсек († сл. 1267). Те имат децата:
- Берхтолд II фон Шнабелбург/III († погребан на 31 декември 1267 в манастир Капел), женен за фон Хахберг
- Йохан I фон Шнабелбург († сл. 1315), фогт на Шварценберг (в Шварцвалд), женен за Уделхилд фон Юзенберг († сл. 1322), дъщеря на Хесо IV фон Юзенберг (* 1283; † 1331), правнучка на Рудолф II фон Кенцинген († 1259) и графиня Кунигунда фон Катценелнбоген († 1253)
- Рдуолф фон Шнабелбург
- Валтер фон Шнабелбург
- Улрих фон Шнабелбург
- Маргарета фон Шнабелбург
- Удилхилд фон Шнабелбург († сл. 1274), омъжена за рицар Хайнрих III фон Тенген († сл. 10 ноември 1294), син на Конрад I фон Тенген († 1269/22 май 1277) и Аделхайд († сл. 1264)